# UFC Fight Night: Gane vs. Volkov
UFC Fight Night: Gane vs. Volkov (también conocido como UFC Fight Night 190 y UFC on ESPN+ 48 y UFC Vegas 30) fue un evento de artes marciales mixtas producido por Ultimate Fighting Championship que tuvo lugar el 26 de junio de 2021 en las instalaciones del UFC Apex en Enterprise, Nevada, parte del área metropolitana de Las Vegas, Estados Unidos.

## Antecedentes
El combate de peso pesado entre Ciryl Gane y el ex Campeón Mundial de Peso Pesado de Bellator, Aleksandr Vólkov, fue el plato fuerte del evento.
En el evento se esperaba un combate de peso medio entre Anthony Hernandez y Punahele Soriano. El emparejamiento estaba previamente programado para tener lugar en mayo de 2020 en UFC on ESPN: Overeem vs. Harris, pero Soriano se retiró por razones no reveladas. A su vez, Hernández se retiró a finales de mayo debido a una lesión en la mano y fue reemplazado por Brendan Allen, y se espera que el nuevo emparejamiento tenga lugar un mes después en UFC on ESPN: Sandhagen vs. Dillashaw.
Un combate de peso ligero entre Yancy Medeiros y Damir Hadžović ha sido reprogramado por segunda vez y tendrá lugar en el evento. La pareja estaba programada por primera vez para enfrentarse en UFC Fight Night: Font vs. Garbrandt. Sin embargo, fue retirado de la tarjeta apenas horas antes de tener lugar debido a problemas de salud de Hadžović.
El combate de peso gallo femenino entre Julija Stoliarenko y Julia Avila también fue reprogramado para celebrarse en este evento. El combate estaba previsto para marzo en UFC on ESPN: Brunson vs. Holland, pero se canceló porque Stoliarenko fue considerada médicamente no apta para competir debido a las complicaciones de su corte de peso, incluyendo el colapso dos veces de la escala durante sus intentos.
Se esperaba que Ed Herman se enfrentara a Danilo Marques en un combate de peso semipesado en el evento. Sin embargo, Herman fue retirado de la tarjeta por razones no reveladas el 14 de junio y sustituido por Kennedy Nzechukwu.
Se esperaba un combate de peso wélter entre Nicolas Dalby y Sergey Khandozhko. Sin embargo, el 15 de junio, Khandozhko se retiró por lesión y fue sustituido por Tim Means.
Se esperaba que Ramazan Emeev se enfrentara a Warlley Alves, ganador de peso medio de The Ultimate Fighter: Brasil 3, ganador de peso medio, Warlley Alves, en un combate de peso wélter. Sin embargo, Emeev se retiró a mediados de junio por razones no reveladas, y fue sustituido por el recién llegado a la promoción Jeremiah Wells.
En el evento se esperaba un combate de peso semipesado entre el ex aspirante al Campeonato de Peso Semipesado de UFC Ovince Saint Preux y Maxim Grishin. Sin embargo, Grishin se retiró del combate por problemas de visa y fue sustituido por Tanner Boser en un combate de peso pesado.
Para este evento estaba programado un combate de peso mosca entre el ex aspirante al Campeonato de Peso Mosca de la UFC Tim Elliott (también ganador de peso mosca de The Ultimate Fighter: Tournament of Champions) y Su Mudaerji. Sin embargo, Mudaerji se retiró debido a una lesión de rodilla que requerirá cirugía y el combate fue cancelado.

## Resultados
1. ↑  Un golpe accidental en el ojo hizo que Pineda no pudiera continuar.

## Premios de bonificación
Los siguientes luchadores recibieron bonificaciones de $50000 dólares.
- Pelea de la Noche: Raoni Barcelos vs. Timur Valiev
- Actuación de la Noche: Marcin Prachnio y Kennedy Nzechukwu